# الكنبوري (كامبريدجشير)
الكنبوري (بالإنجليزية: Alconbury)‏ هي قرية وأبرشية مدنية تقع في المملكة المتحدة في إنجلترا. يقدر عدد سكانها بـ 1,670 نسمة .